# Moldauische Staatsangehörigkeit

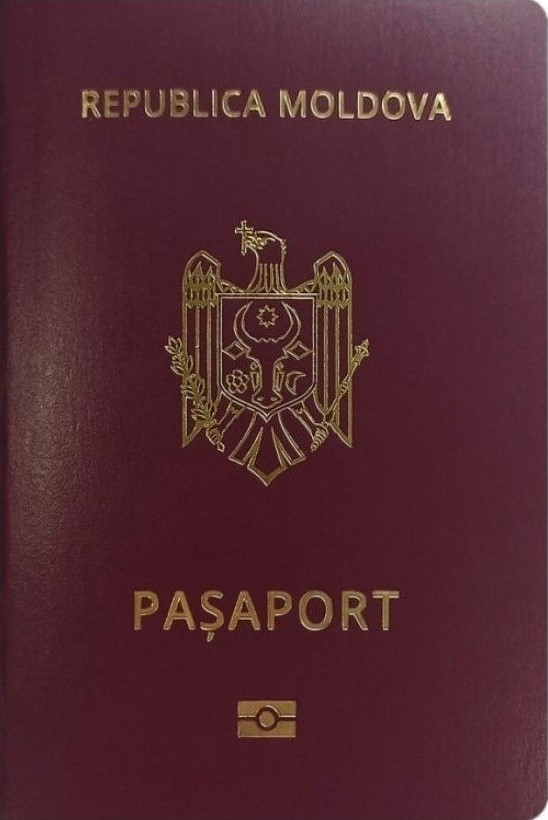
Moldauischer Reisepass, dessen Besitz als Nachweis der Staatsangehörigkeit gilt.

Die moldauische Staatsangehörigkeit bestimmt die Zugehörigkeit einer Person zum Staatsverband der Republik Moldau mit den zugehörigen Rechten und Pflichten.
Das moldauische Staatsangehörigkeitsrecht ist das einzige kontinentaleuropäische bei dem nach Entstehung des neuen Staatswesens seit 1991 und die erweiterte Erlaubnis der doppelten Staatsbürgerschaft 2003 das ius soli konsequent umgesetzt wurde. Die Staatsbürgerschaft kann natürlich auch nach dem Abstammungsprinzip erworben werden.

## Im 20. Jahrhundert
Die vor allem rumänischsprachige, als Bessarabien bekannte Region wechselte seit dem Ende der Zugehörigkeit zum osmanischen Reich im 19. Jahrhundert mehrfach die Zugehörigkeit zu benachbarten Staatsverbänden. Am einschneidendsten waren die Abspaltung der cis-nistrischen Gebiete vom zerfallenen Zarenreich mit folgendem Anschluss an Rumänien in Folge des Ersten Weltkriegs.
Zugleich bestand als Teil der entstandenen Ukraine bis in die 1940er Jahre die Moldauische Autonome Sozialistische Sowjetrepublik.
Wie überall in Osteuropa gab es eine Gemeinde von Nachfahren im frühen 19. Jahrhundert zugewanderter Volksdeutscher. Viele von diesen zogen ab 1941 heim ins Reich. Die Verbliebenen gelten als „Deutsche i.S. Art. 116 (2)“ des Grundgesetzes.
Bessarabien wurde 1941 Teil der Sowjetunion. Zusammen mit angrenzenden Bezirken wurde es zur moldauischen sozialistischen Sowjetrepublik aufgewertet. Die Gültigkeit des sowjetischen Staatsbürgerschaftsgesetzes (Nr. 198, vom 19. August 1938) wurde schon per Dekret vom 8. März 1941 auf Bessarabien und die Bukowina ausgeweitet.
Wie in vielen anderen Teilen der Sowjetunion führten die Zeitumstände zu gewaltigen Bevölkerungsverschiebungen. Zuzug vor allem Russisch-Stämmiger erfolgte primär in die ab den 1950er Jahren verstärkt industrialisierte Region östlich des Dnjestr. Die in sowjetischen Inlandspässen vermerkte „Nationalität“ wurde nach dem Zerfall der Sowjetunion, hier „Moldau-rumänisch“ bedeutsam.

## Nach 1991
Nach der Unabhängigkeit erging mit Bezug auf Staatsangehörigkeitssachen Gesetz № 596-XII vom 5. Jun. 1991, mehrfach geändert 1993 und 1996. Dazu der Parlamentsbeschluss № 1138-XII vom 4. Aug. 1992 zur Klärung unklarer Punkte, vor allem zur Einbürgerung auf Antrag für in anderen Sowjetrepubliken Geborene. Der Anspruch auf moldauische Staatsangehörigkeit wurde später dahingehend ausgeweitet, dass alle am Tag der Unabhängigkeit ansässigen Personen Staatsbürger wurden. Man schloss Ehepartner und Kinder mit ein.

Doppelte Staatsbürgerschaft war bis 1994 verboten, dann für im Lande geborene Ex-Sowjetbürger als Option möglich. Durch die Verfassung blieb sie bis 2002 ansonsten ausgeschlossen.
Wer zum Stichtag 23. Juni 1990 dauerhaft im Lande lebte und ein sicheres Einkommen hatte, durfte für die Staatsangehörigkeit optieren. Wurde die Option nicht ausgeübt, konnte Staatenlosigkeit eintreten. Wer nach den Übergangsbestimmungen 1991–93 prinzipiell anspruchsberechtigt gewesen wäre, kann auch heute noch die Staatsbürgerschaft beanspruchen. Das gilt auch für die Folgegeneration.

### Staatsangehörigkeitsgesetz 2000
Ein neues Staatsangehörigkeitsgesetz (№ 1024-XIV) wurde am 2. Juni 2000 verabschiedet und seitdem mehrmals geändert.
Automatisch moldauischer Staatsbürger ist demnach:
- wer mindestens einen Eltern- oder Großelternteil hat(te), der auf dem Gebiet der Republik Moldau geboren war, oder
- wer vor dem 28. Juni 1940 in Bessarabien, der Nord-Bukovina[15] oder dem Herza-Gebiet ansässig war. Sowie Nachfahren solcher Personen, wenn sie legal in Moldau wohnen, oder
- Nachfahren der Vorgenannten, wenn sie seit dem 28. Juni 1940 geflohen oder deportiert worden waren.

Als Nachweisinstrumente zur Anerkennung (recunoaștere) gelten außer gültigen Ausweisdokumenten ggf. auch Geburts- oder Heiratsurkunden, sowjetzeitliche Inlandspässe oder Meldebescheinigungen (Propiska). Dies eventuell in Verbindung mit Rentennachweis oder Schulzeugnissen usw. Solche Anträge sind gebührenfrei und können die Staatsbürgerschaft rückwirkend zuerkennen. Bei Falschangabe oder Vorstrafen erfolgt Ablehnung.

#### Erwerb durch Geburt
Moldauischer Staatsbürger bei Geburt wird jeder, der
- (mindestens) einen moldauischen Elternteil hat,
- in der Republik Moldau als Kind Staatenloser geboren ist, oder Findelkind
- in der Republik Moldau geboren, aber die Staatsbürgerschaft der Eltern nicht erhalten kann (und somit staatenlos wäre)
- als Kind anerkannt wird; als Staatenloser in Pflege eines Moldauers kommt; oder als Minderjähriger adoptiert wird, wobei über 14-Jährige einem Staatsangehörigkeitswechsel zustimmen müssen.

Bis März 2018 galt absolutes ius soli für in Moldawien geborene Kinder. Seitdem muss mindestens ein Elternteil ein Aufenthaltsrecht im Lande haben.
Adoptivkinder werden dadurch automatisch eingebürgert. Analog gilt dies für staatenlose Kinder, die unter Vormundschaft von Moldauern gestellt werden. Bestünde bei Adoptionen die Möglichkeit einer zweiten Staatsangehörigkeit ab Geburt, und die Eltern einigen sich nicht, so kann eine gerichtliche Entscheidung herbeigeführt werden. Vorrang hat hier Kindswohl und eventuelle Bindung an Moldawien. Wird eine Adoption rückabgewickelt, gilt dies auch für den Staatsangehörigkeitserwerb, falls das Kind im Ausland lebt.

#### Einbürgerung
Durch Einbürgerung kann moldauischer Bürger werden, wer:
- seinen Unterhalt sichern kann,
- ausreichend Kenntnisse des Rumänischen und der Verfassung hat (Rentner und Behinderte müssen die Prüfung nicht ablegen),
- über 18 Jahre alt ist

und:
- (durchgehend) zehn Jahre als Erwachsener oder fünf Jahre als Kind, legal im Lande gelebt hat, oder
- mit einem moldauischen Staatsbürger seit drei Jahren verheiratet ist, oder
- seit drei Jahren legal im Lande lebt mit Eltern oder Kindern, die moldauische Bürger sind, oder
- als Staatenloser oder anerkannter Flüchtling acht Jahre legal im Lande gelebt hat.

Die Fristen gelten ab Erteilung der Aufenthaltserlaubnis.
Die Einbürgerung erstreckt sich auch auf minderjährige Kinder, ab 14 ist deren notariell zu beglaubigende Zustimmung nötig.
Andere Staatsangehörigkeiten sind abzulegen, sofern dies möglich und zumutbar ist.
Zuständig für die bürokratische Vorarbeit ist die dem Innenministerium unterstellte Agentia Servicii Publice (ASP). Verlangt wird neben Lebenslauf und standesamtlichen Urkunden (aller Familienmitglieder) ein polizeiliches Führungszeugnis (aller Wohnsitzländer), das eventuelle Vorstrafen ab dem 15. Lebensjahr aufführt. Die Bearbeitungsdauer eines Antrags darf ein Jahr nicht überschreiten. Gegen Untätigkeit oder bei Ablehnungen steht der Verwaltungsgerichtsweg offen. Die Verleihung der Staatsbürgerschaft erfolgt offiziell durch Verordnung des Präsidenten. Der Neubürger hat einen Treueeid zu leisten, um die Einbürgerung gültig werden zu lassen.
Ehemalige Moldauer werden auf Antrag wieder eingebürgert, sofern sie keine schweren Verbrechen begangen haben, oder sie ihre Staatsbürgerschaft nicht deshalb verloren hatten, weil sie in eine ausländische Armee eingetreten waren. In solchen Fällen werden die Anträge direkt vom Präsidentenbüro bearbeitet.

#### Verlust
Auf Antrag an den Präsidenten, der nur bei Auslandswohnsitz gestellt werden darf, kann aus der Staatsbürgerschaft entlassen werden, wer eine andere annimmt. In der Praxis werden Namenslisten der zu Entlassenden im Amtsblatt veröffentlicht. Konsulate erteilen den Antragstellern entsprechende Bescheinigungen.
Aberkennung kann erfolgen, wenn der Bürger freiwillig in eine ausländische Armee eintritt, jedoch nur wenn keine Staatenlosigkeit eintritt oder die Einbürgerung erschlichen hat oder ein schweres Staatsschutzverbrechen begangen hat. Eine Aberkennung, die auf Antrag der zuständigen Behörde durch im Amtsblatt zu veröffentlichte Verordnung des Präsidenten erfolgt, bezieht sich nie auf Familienangehörige.
Eine Änderung ex lege könnte auch dann eintreten, wenn der Präsident eine aufgrund völkerrechtlicher Verträge veranlasste Verordnung kollektiven Verlustes erlässt.

#### Mehrstaatlichkeit
Mehrstaatlichkeit ist zulässig, wenn weitere Staatsbürgerschaften automatisch durch Geburt, Heirat, Adoption usw. erworben wurden, oder ein Abkommen mit dem entsprechenden Staat die Möglichkeit vorsieht.

Die Gesetzesänderung 2020 schränkte die Möglichkeit der Mehrstaatlichkeit für Einzubürgernde wieder ein.
Doppelstaatler werden im Inland ausschließlich als Moldauer behandelt, d. h. sie sind auch wehrpflichtig usw.
Rumänien
Moldauer können die rumänische Staatsangehörigkeit und somit die der EU unter erleichterten Bedingungen erwerben. Es genügt der Nachweis, dass mindestens ein Großeltern- oder Elternteil in den Jahren 1918–40, als Bessarabien rumänisch war, diese Staatsangehörigkeit gehabt hat. Von 1991 bis 2012 erhielten 335.000 Antragsteller im vereinfachten Verfahren, das auch Ukrainer begünstigt, einen rumänischen Pass. Man gewährte rumänischerseits allein 2011 und 2012 rund 152.000 Ausländern, meist aus Moldau, die Staatsangehörigkeit. 112.000 Moldauer beantragten einen rumänischen Pass.
Die Einführung dieser Regelung führte in Moldawien zu Befürchtungen, ein wesentlicher Teil der Bevölkerung würde „weglaufen,“ nachdem Rumänien der EU beitrat und die Personenfreizügigkeit in Kraft trat. Gewisse mitteleuropäische Politiker, wie Bayerns Innenminister Joachim Herrmann (CSU) und sein Kollege Markus Ulbig (CDU), sehen die Praxis kritisch und nutzen sie um ihre ausländerfeindliche Agenda durch das Schüren von Angst zu propagieren. Tausende Moldauer sind als Gastarbeiter, vor allem wegen der Sprachverwandtschaft, nach Italien gegangen.

#### Investoren
Im Oktober 2017 eingeführt wurde das so genannte “Moldova Citizenship by Investment,” das es ausländischen Investoren erlaubt(e) für vergleichsweise kleine Beträge eingebürgert zu werden. Entweder durch Kauf von Staatsanleihen für 100.000 €, plus 15.000 € für jedes weitere Familienmitglied, als „Spende“ oder durch Erwerb von Immobilienbesitz für 250.000 € oder fünf Jahre nicht verkäuflicher Staatsanleihen. Anderweitig sind auch 450.000 € sonstiges Investment für die Einbürgerung möglich. Antragsteller haben einigermaßen gesund und unbescholten zu sein.
Dazu noch Bearbeitungsgebühren, mindestens 5000 € für Einzelpersonen, weniger für weitere Familienangehörige. Das an einen ausländischen Dienstleister vergebene Verfahren wurde als undurchsichtig kritisiert.
Im Juni 2019 wurde die Anwendung der Regelung für zunächst vier Monate ausgesetzt, aber nach strengeren Kontrollen wieder fortgeführt. Die Einschaltung eines konzessionierten Agenten blieb verpflichtend. Das Verfahren dauerte höchstens 90 Tage. Ende 2020 wurde das Programm ganz abgeschafft.

## Pridnestrowische Moldauische Republik

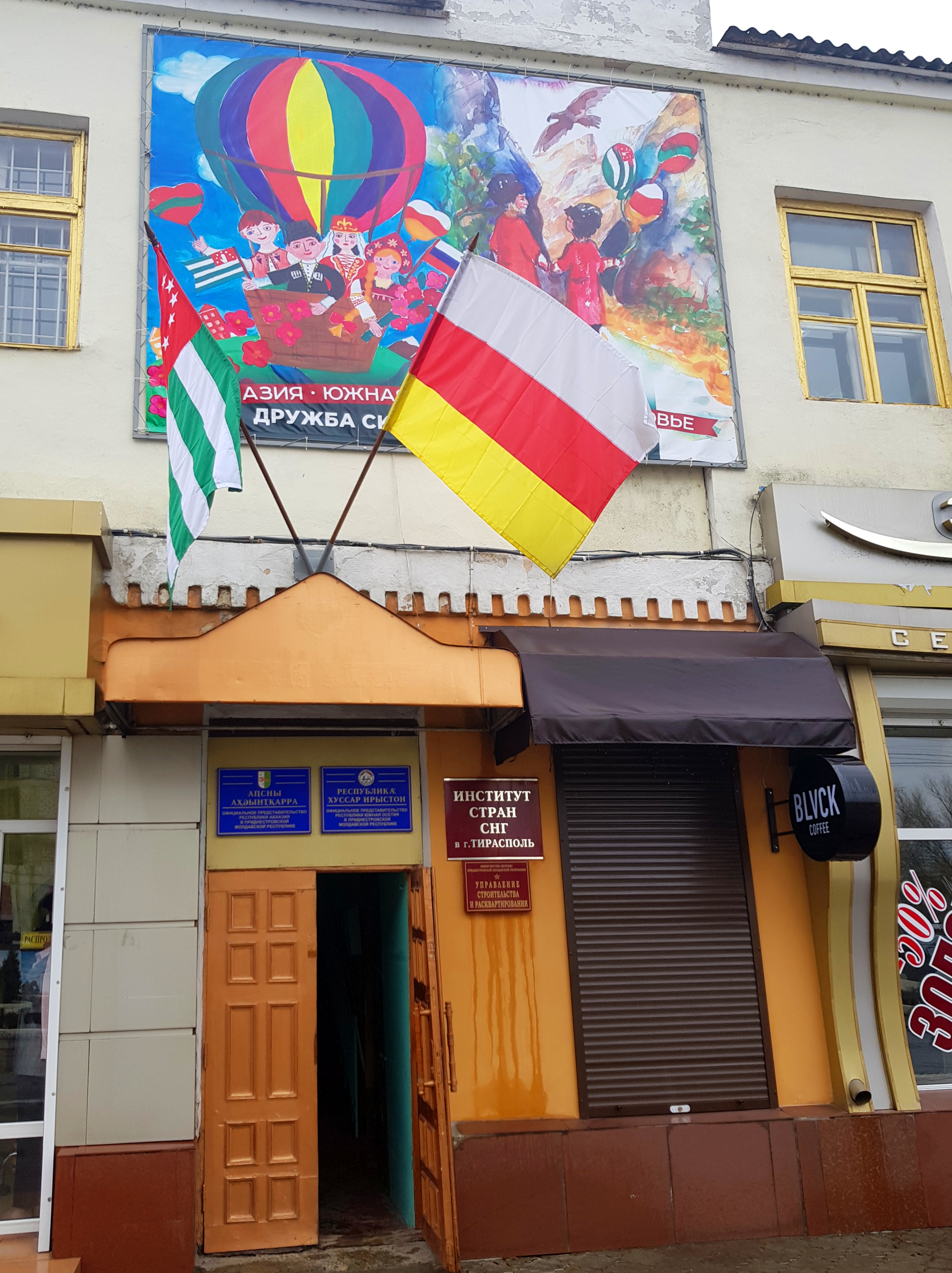
Die „Botschaften“ der „Staaten“ Abchasien und Südossetien in Tiraspol. (Diese beiden nicht anerkannten Staaten sind die einzigen, in denen transnistrische Reisepässe zur Einreise gültig sind.)

Transnistrien, Eigenbezeichnung Pridnestrowische Moldauische Republik (PMR), spaltete sich 1992 in einem kurzen Krieg von Moldau ab. Zu dieser Zeit war die Bewegung zur Vereinigung von Rumänien und Moldau stark, die vor allem russischstämmigen Bewohner des Landstreifens fühlten sich dadurch bedroht. Alle in dem Gebiet Ansässigen wurden nach Errichtung der PMR automatisch deren Staatsbürger. Grundlegendes steht in der Verfassung.
Der erste Pass der PMR wurde am 1. Oktober 2001 ausgestellt. Bis zu diesem Zeitpunkt erhielten die Bürger ab Mitte der 1990er Jahre zusätzlich zu einem bestehenden Reisepass eines anderen Staates (oder eines Inlandspasses der UdSSR vom Muster 1974) eine Beilage, aus der hervorgeht, dass sie die Staatsbürgerschaft der PMR besitzen. De facto handelt es sich hier um im Inland gültige Personalausweise.
Um sich im normalen Verfahren in der PMR einbürgern lassen zu können, muss der geschäftsfähige Antragsteller 18 Jahre alt und mindestens ein Jahr mit Aufenthaltserlaubnis ansässig gewesen sein. Es ist auf Verfassungs- und Gesetzestreue zu schwören.
Im vereinfachten Verfahren eingebürgert werden kann, wer einen in der PMR wohnenden Elternteil hat oder auf dem Territorium geboren wurde oder mit einem PMR-Bürger verheiratet ist oder Sowjetbürger war oder als Behinderter ein Kind in der PMR hat, das Bürger ist. Weiterhin wer einen lokalen Berufsabschluss hat und im Lande arbeitet. Außerdem Personen mit gesuchten Berufen oder Selbständige, die seit sechs Monaten im Lande tätig sind. Des Weiteren Investoren denen mindestens ein Zehntel einer Firma gehört, wobei der Wert der Anteile mindestens dem 20000-Fachen des Mindestlohns entsprechen müssen.
2006 hatten etwa 350.000 der rund 550.000 Einwohner der PMR zusätzlich die moldauische Staatsbürgerschaft inne (Nov. 2023 schätzte man 465.000 Einwohner). Im Jahre 2009 stieg die Zahl der Inhaber russischer Pässe von 130.000 auf 150.000, dazu waren etwa einhunderttausend Bewohner (auch) Staatsbürger der Ukraine sowie einige Rumänen. Im Sommer 2019 hat Russland die Voraussetzungen erleichtert, so dass Ende 2019 geschätzt 220.000 Einwohner der PMR (auch) russische Bürger sind. Die PMR hat keine Probleme mit Doppelstaatlichkeit.
Moldau betrachtet die PMR-Bewohner als seine Bürger, sie erhalten, sofern sie entsprechende Unterlagen beibringen, anstandslos moldauische Papiere.